# 金雄白
金雄白（1904年—1985年1月5日），字烯民，笔名朱子家，中国媒體人。最知名的著作是《汪政权的开场与收场》。

## 生平

### 早年
金雄白1904年出生于江苏青浦（今上海市青浦区）。小學畢業後，進入太倉縣的江蘇省立第四中學就讀。
中學畢業後，他考入上海總商會。1925年6月受担任《时报》总主笔的伯父金剑华推荐，到《时报》任练习校对之职。两个月后，金雄白升任助理编辑，后担任采访部主任。1927年因采访战地新闻，被军阀孙传芳部队抓捕，险遭处决；翌年被《时报》辞退。1929年夏天任陈立夫在南京创办的《京报》的采访主任；同年八月，蒋介石前往北平会晤张学良和阎锡山，金雄白作为随行记者，途中结识了周佛海。
1930年春，金雄白就任南京《中央日报》采访主任。1931年担任上海英文《大陆报》、《时事新报》、《大晚报》、《申时电讯社》四社驻京联合办事处主任。1932年担任潘公展所创的《晨报》采访主任，前后为时半年。之后金雄白于1933年创办了“大白新闻社”，1934年结业。期間金雄白取得持志學院文憑，於是申請律師證書，在上海南京路上大陸商場開業當律師。

### 參加汪政權
1939年，应周佛海之邀，金雄白出任汪精卫政权中央政治委员会法制专门委员会副主委，为周佛海心腹。1940年汪精卫政权正式成立之后，金雄白创办了《中报》，随后又在沦陷区主持创办了多份报纸和杂志。除办报外，金雄白还负责处理汪政权的秘密账务，并担任南京兴业银行和苏州银行的要职。
1945年中国抗日战争结束之后，金雄白因参与汪政权被控汉奸罪，被捕入狱，最终获刑两年半，1948年4月出狱，1950年以後移居香港。

### 香港和日本時期
移居香港后，金雄白曾投身商界，最终血本无归。1954年，金雄白重操旧业，担任《天文台报》主笔。1957年，金雄白受邀在香港《春秋》杂志上以“朱子家”的笔名连载《汪政权的开场与收场》，到1964年2月先后出版5册单行本，成为后世研究汪精卫政权的重要史料。日后该书再版至少五次，1960年便有日文版，金雄白更不断增删补充，初名《汪政权实录》，后于1965年出版合订本改名《汪政权始末记》。 但该书最具争议的地方，不光在于其有收录陈公博遗著《八年来之回忆》，而且第5册附录里有声称是汪精卫遗书《最后之心情》，真伪至今仍有争议。
由于《汪政权的开场与收场》日文版在日本时事通信社旗下《世界周报》连载的关系，金雄白被时事通信社聘为驻港特约撰稿人，前後達十一年之久，並每年幫他們寫一本書，有《中共之內幕》、《中共之十大問題》、《中共之外交問題》各一冊，《中共之經濟 問題》上下冊，《文化大革命》三冊等。又因時事通信社的關係，接受「內外情勢調查會」暨「外交知識普及會」的邀請，自1961年起至1967年止，每年一次到日本作巡迴演講，自1968年至1971年的四年間，又改為每年春秋兩次。 
1965年，《春秋》杂志社搜集到陈公博所写的《我与共产党》，周佛海所著的《苦学记》、《扶桑笈影溯当年》、《我逃出了赤都武汉》和《盛衰阅尽话沧桑！》等原文，经金雄白检阅後，《春秋》杂志社將其集结成为《陈公博周佛海回忆录合编》一书出版。金雄白并以朱子家名义作序，題为《陈公博、周佛海遗著合辑：中共成立初期的重要史料》，尤其强调中共成立准确时间和期间发生的事情和内幕，并提到1950年春，有人衔周恩來之命来索取一本周佛海的《往矣集》，说是为修党史而作参考用一节。
1971年5月30日應聘於時事通信社，離開香港，移居東京，但僅三個月後就脫離供職十一年的時事通信社。從1971年9月至翌年9月，金雄白無工作。之後因長谷川才次另行創辦一家「內外新聞社」，他為該社出版的各種刊物撰稿。
1973年9月30日他短暫返回香港，應姚立夫之邀，擔任《港九日報》副社長、總編輯及總主筆三職，但同年11月即請辭。1974年3月14日，他回到日本「內外新聞社」。1974年他的《記者生涯五十年》在香港《大成》雜誌第10期連載，迄於1977年6月的第43期為止。
1985年1月5日，金雄白病逝于日本东京，享年85岁。

## 著作
- 《汪政权的开场与收场》
- 《记者生涯五十年》
- 《黄浦江的浊浪》
- 《乱世文章》
- 《女特务川岛芳子》
- 《春江花月痕》
- 《中共之内幕》
- 《中共之十大问题》
- 《中共之外交问题》
- 《中共之经济问题》
- 《文化大革命》

## 家庭
- 子：金冲及（1930年－2024年），历史学家，中共党史权威[9]。
  - 孙：金以林（1967年－），历史学家，以研究民国史见长[10]。